# مدل فضای برداری
مدل فضای برداری (انگلیسی: Vector space model) یک مدل جبری برای نمایش اسناد متنی به صورت فضای برداری است، که در فیلتر کردن و بازیابی اطلاعات، نمایه‌سازی در موتورهای جستجو و رتبه‌بندی مربوط به آن‌ها استفاده می‌شود. مدل فضای برداری یکی از مدل‌های بازیابی اطلاعات است که هر مقوله اطلاعاتی در آن شامل متون ذخیره شده و هر تقاضای اطلاعاتی، به صورت مجموعه بردارهایی از اصطلاحات نگهداری می‌شوند. به‌طور نظری، این اصطلاحات می‌توانند از واژگان کنترل شده انتخاب شوند. بعلت وجود مشکلاتی در تهیه این واژگان، اغلب اصطلاحات از متون استخراج می‌شوند و بمنظور کاهش حجم آن‌ها نیز از ریشه واژه‌ها استفاده می‌گردد.